# 早岐駅
早岐駅（はいきえき）は、長崎県佐世保市早岐一丁目にある、九州旅客鉄道（JR九州）の駅である。

## 概要
長崎県北部の鉄道交通の要衝となる駅で全列車が停車し、特急「みどり」「ハウステンボス」の併結列車が当駅で分割併合を行っている。当駅の所属線である佐世保線と、当駅を起点とする大村線の2路線が乗り入れている。複数のJR路線が乗入れる駅としては日本最西端に当たる。
佐世保線普通列車は朝・夕方の下り3本・上り2本を除き当駅で乗換となる。当駅以東の普通列車の一部は長崎本線に直通して鳥栖駅まで乗り入れ、1往復のみさらに鹿児島本線に直通して門司港駅・吉塚駅発着で運行される列車もある。吉塚駅始発列車は2012年3月16日までは山陽本線下関駅が始発で、佐世保線列車としては本州に乗入れる唯一のものになっていた。その後門司港駅始発に変更されたのを経て2014年3月15日より現在の区間となっている。大村線は当駅が起点であるが当駅始発・終着列車は朝晩の普通列車の一部のみで、特急「ハウステンボス」は佐世保線江北駅方面に乗入れて博多駅まで、快速・区間快速（「シーサイドライナー」）全列車と残りの普通列車は佐世保線佐世保駅までそれぞれ直通している。かつては松浦鉄道西九州線の列車も1往復当駅まで乗入れていたが、2020年3月14日ダイヤ改正で松浦鉄道との直通運転は終了した。
当駅は佐世保線の中間駅、大村線の起点駅であるが、駅構内の配線は大村線と佐世保線の双方向に直通し、佐世保線はスイッチバック構造となっている（同様の配線は会津若松駅でも見られる）。これは、当駅が元々長崎本線から佐世保線が分岐する駅として開設した名残で、1934年に長崎本線が現在の肥前鹿島駅経由のルートに変更された際、肥前山口駅（現・江北駅） - 当駅間は従来の佐世保線である当駅 - 佐世保駅間と統合されて佐世保線となり、当駅 - 諫早駅間は大村線として独立した結果である。
また、長崎駅の連続立体交差事業に伴い長崎車両センターが長崎駅から当駅に移転することが決定し、2010年8月から移転工事が始まっていたが、2014年3月15日に佐世保車両センターとして開業した。

## 歴史
- 1897年（明治30年）
  - 7月10日：九州鉄道長崎線の終着駅として開設[2]。
  - 7月22日：長崎線長与駅 - 長崎駅（現・浦上駅）間開業。同時に当駅 - 長与駅間を結ぶ鉄道連絡船として、大村湾連絡船が運航を開始する。
    - 早岐側の港は当駅から徒歩数分の早岐港。長与側の港は、当初は道ノ尾駅近くの時津港だったが、間も無く長与駅近くの舟津港に変更された。
- 1898年（明治31年）
  - 1月20日：長崎線が大村駅まで延伸[7]。同時に早岐駅 - 佐世保駅間の路線も開業。
  - 11月27日：大村駅 - 長与駅間開業に伴い長崎線全通。これに伴い大村湾連絡船は廃止。なお、現在の長崎駅まで路線が伸びたのは1905年である。
- 1907年（明治40年）7月1日：九州鉄道が国有化され、帝国鉄道庁に移管[2]。
- 1909年（明治42年）10月12日：線路名称制定により、鳥栖駅 - 早岐駅 - 長崎駅間に長崎本線、早岐駅 - 佐世保駅間に佐世保線の名前が与えられ、当駅は長崎本線と佐世保線の駅となる。
- 1934年（昭和9年）12月1日：長崎本線が肥前鹿島駅経由ルートに変更されたのに伴い、従来ルートのうち肥前山口駅（現・江北駅） - 早岐駅間は佐世保線に編入され、早岐駅 - 諫早駅間は大村線の名前が与えられる。これにより当駅は佐世保線と大村線の駅となる。
  - 終戦直後の一時期、外地からの復員・引上者向けに、東京駅 - 早岐駅間運行（上り列車は大村線南風崎駅始発）の普通列車が日2 - 3往復運転されていた事があった（ムーンライトながら#東海道本線夜行普通列車沿革も参照）。
- 1942年（昭和17年）5月27日：早岐町を佐世保市に編入。
- 1982年（昭和57年）11月15日：貨物取扱廃止[2]。
- 1985年（昭和60年）3月14日：荷物扱い廃止[2]。
- 1986年（昭和61年）3月29日：みどりの窓口を新設[8]。
- 1987年（昭和62年）4月1日：国鉄分割民営化に伴い、九州旅客鉄道（JR九州）の駅となる[2]。なお民営化と同時に有田駅 - 当駅間貨物営業が廃止されたため、当駅は日本貨物鉄道（JR貨物）には継承されていない。
- 1992年（平成4年）3月10日：当駅 - ハウステンボス駅間を交流60Hz・20kVで電化。
- 2010年（平成22年）
  - 7月8日：佐世保市役所 教育委員会早岐地区公民館・東部住民センターにて、地元住民に対する早岐駅への車両基地移転工事に伴う工事説明会を実施。
  - 8月上旬：車両基地移転工事着工。
- 2014年（平成26年）
  - 3月15日：車両基地が一部完成し、「長崎鉄道事業部佐世保車両センター」として運用開始。長崎駅に隣接する同事業部長崎車両センターの基地機能の大半が移管される。
  - 10月11日：橋上式新駅舎と東西連絡通路が完成し、供用開始[9]。旧駅舎は前日限りで営業終了。「ありがとう早岐駅記念乗車券」を500枚発売。
  - 10月27日：旧駅舎お別れセレモニーを開催[9][10]。
- 2022年（令和4年）9月23日：観光特急「ふたつ星4047」が運行を開始し、停車駅となる。
- 2024年（令和6年）10月3日：佐世保駅及び大村線（当駅 - ハウステンボス駅間）でICカード「SUGOCA」の利用を開始[11][12]。

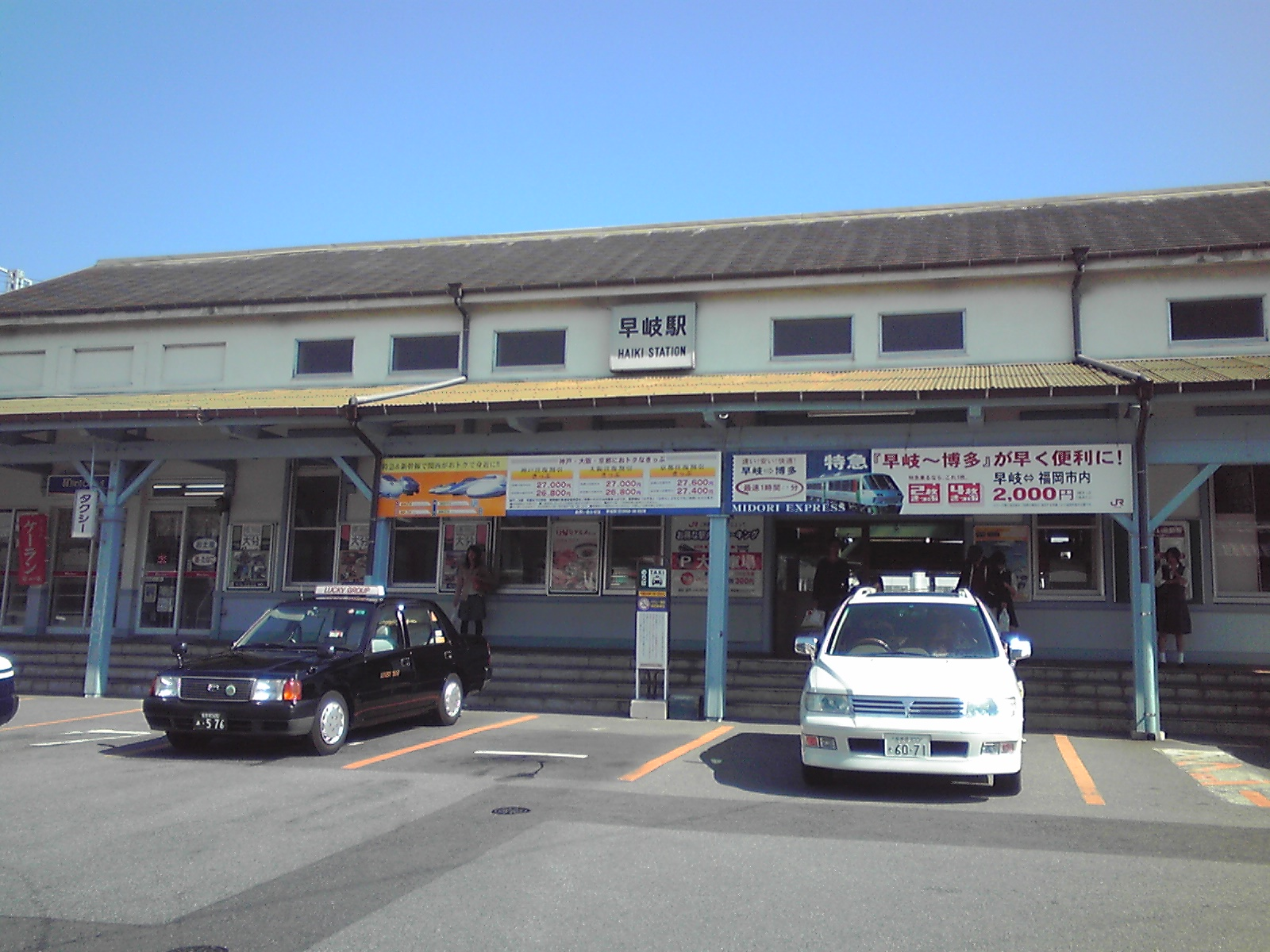
旧駅舎（2008年10月）
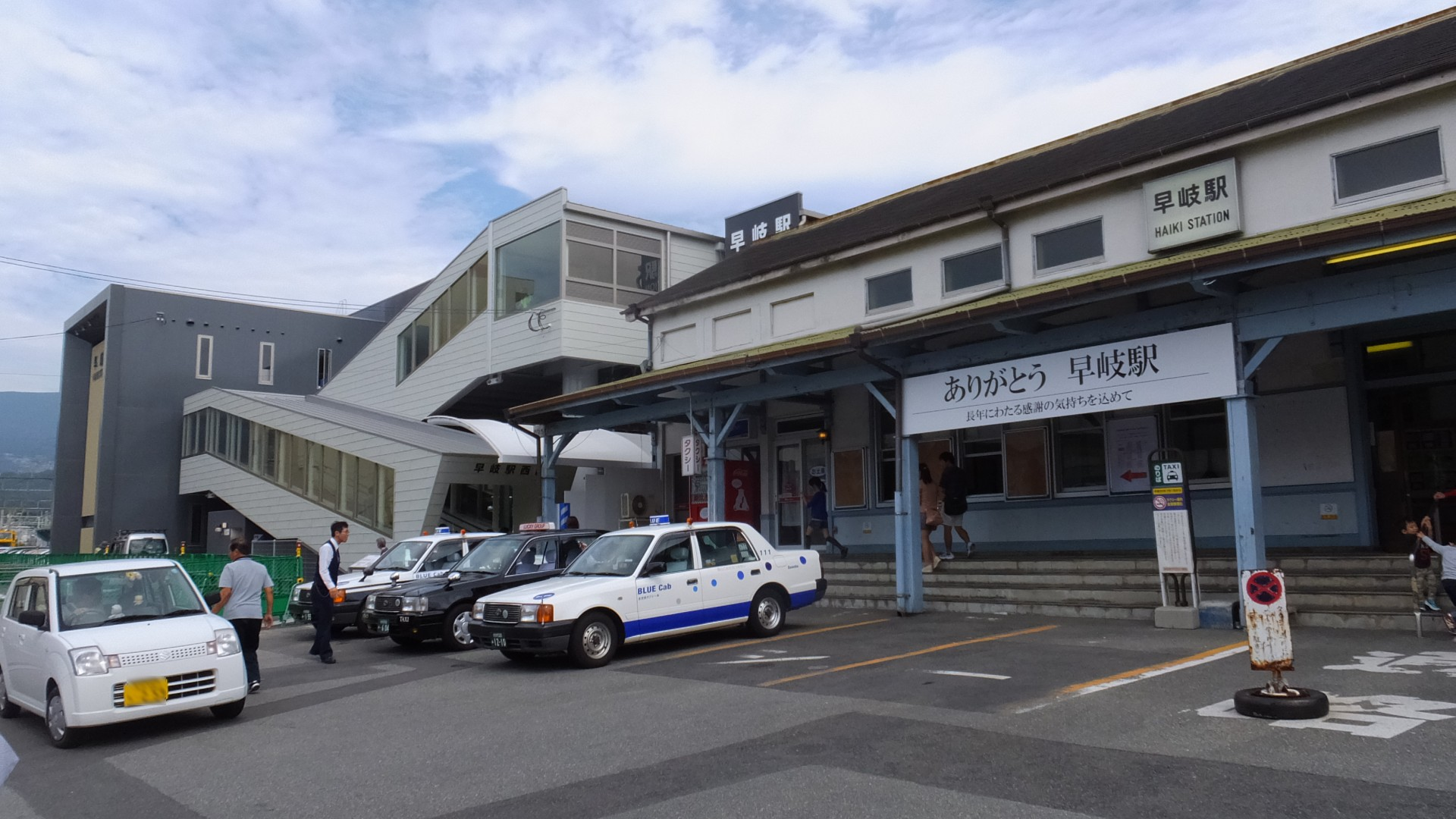
西口（旧表口）の新旧駅舎（2014年10月）

## 駅構造
1・2番のりばと4・5番のりばの地平式島式ホーム（※1番のりばは佐世保・江北方からのみ入線可能な切込線）2面4線と留置線（3番線）を有する地上駅。橋上駅舎を備える。2つのホーム及び駅窓口・改札口（1ヶ所）は跨線橋で繋がっている。開業時からの初代駅舎が老朽化したことにより橋上式駅舎に改築され、2014年10月に供用開始された。同時に駅の東西両側を結ぶ自由通路が設置されている。
運行上の拠点駅で当駅発着列車も多いこともあり、切込線1番線が佐世保線専用であることを除けば、普通・快速列車はどのホームも区別無く用いられている。「みどり」「ハウステンボス」の分割併合は、7・20号が4番のりばで行うのを除いて全て2番のりばで行われているため、特急列車は主に2番のりば、一部は4番のりばを用いている。また一般に切込線は短いことが多いが、当駅の1番のりばはかつては４両編成程度の対応しかなかったものの、JR化後に「みどり」が「かもめ」との併結をしない列車で他客期に増結することなどに対応するため延長され、現在当駅を経由する列車では最長である8両編成「みどり」など長編成にも対応したものとなっている（ただし2018年3月17日のダイヤ改正で、1番のりばを使用する「みどり」は設定が消滅した）。
3番線はホームの無い渡り線で、機関車牽引列車がスイッチバックを行う際はここで機関車の付け替えを行うが、2000年3月11日に「あかつき」佐世保駅発着列車が廃止されて以降、当駅に乗入れる機関車牽引定期列車は無い。そのため車両留置に使用されることが多く、日中では右写真のように主にハウステンボス用の783系が留置されていることが多い。なお、「ななつ星 in 九州」（1泊2日コース）が2015年3月15日ダイヤ改正より有田駅で一部の乗客を降ろしてから佐世保駅まで乗入れるようになったが、当駅では列車は4番線に停車し、機関車の機回しは5番のりばを用いて行っている。
かつては2面のホームを0・1番のりば、3・4番のりば（0番のりばが切込線）、渡り線を2番線としていたが、2013年3月16日ダイヤ改正時に各番線に1ずつ加え、現在の呼称となった。
業務委託駅で以前は直営駅であった。みどりの窓口が設置されている。自動改札機は設置されていない。エレベーターについては跨線橋の改築に併せて2012年10月に設置された。開業時から1984年まで早岐機関区・早岐客貨車区が設置されており、機関区で使用された煉瓦造りの給水塔が残されている。現在は機関区及び客貨車区の跡地を活用した佐世保鉄道事業部（旧早岐運転区）が併設され、広いヤードや転車台をもつ。
夜から早朝にかけて構内に滞泊する車両が多く、当駅から佐世保間には回送列車の設定がある。
2007年11月28日より自動放送が導入された。編成両数や特急座席の種類や号車番号、停車駅、ホーム停車中の列車などの案内放送、列車接近時の放送、発車放送など詳細な放送を行う。

### のりば
| のりば     | 路線                               | 方向 | 行先                       | 備考                                   |
| ---------- | ---------------------------------- | ---- | -------------------------- | -------------------------------------- |
| 1・2・4・5 | ■佐世保線                          | 下り | 佐世保方面                 |                                        |
| 1・2・4・5 | ■佐世保線                          | 上り | 江北・佐賀・鳥栖方面       | 2番のりばは使用しない                  |
| 1・2・4・5 | ■大村線                            | 下り | 諫早・長崎方面             | 1番のりばは使用しない                  |
| 2          | □特急「みどり」 「ハウステンボス」 | 下り | 佐世保・ハウステンボス行き | 併結列車は分割併合を行う 一部4番のりば |
| 2          | □特急「みどり」 「ハウステンボス」 | 上り | 佐賀・鳥栖・博多方面       | 併結列車は分割併合を行う 一部4番のりば |

- 当駅 - 佐世保駅間は乗車券のみで特急の普通車自由席に乗車可能（途中駅では客扱いを行わない）。

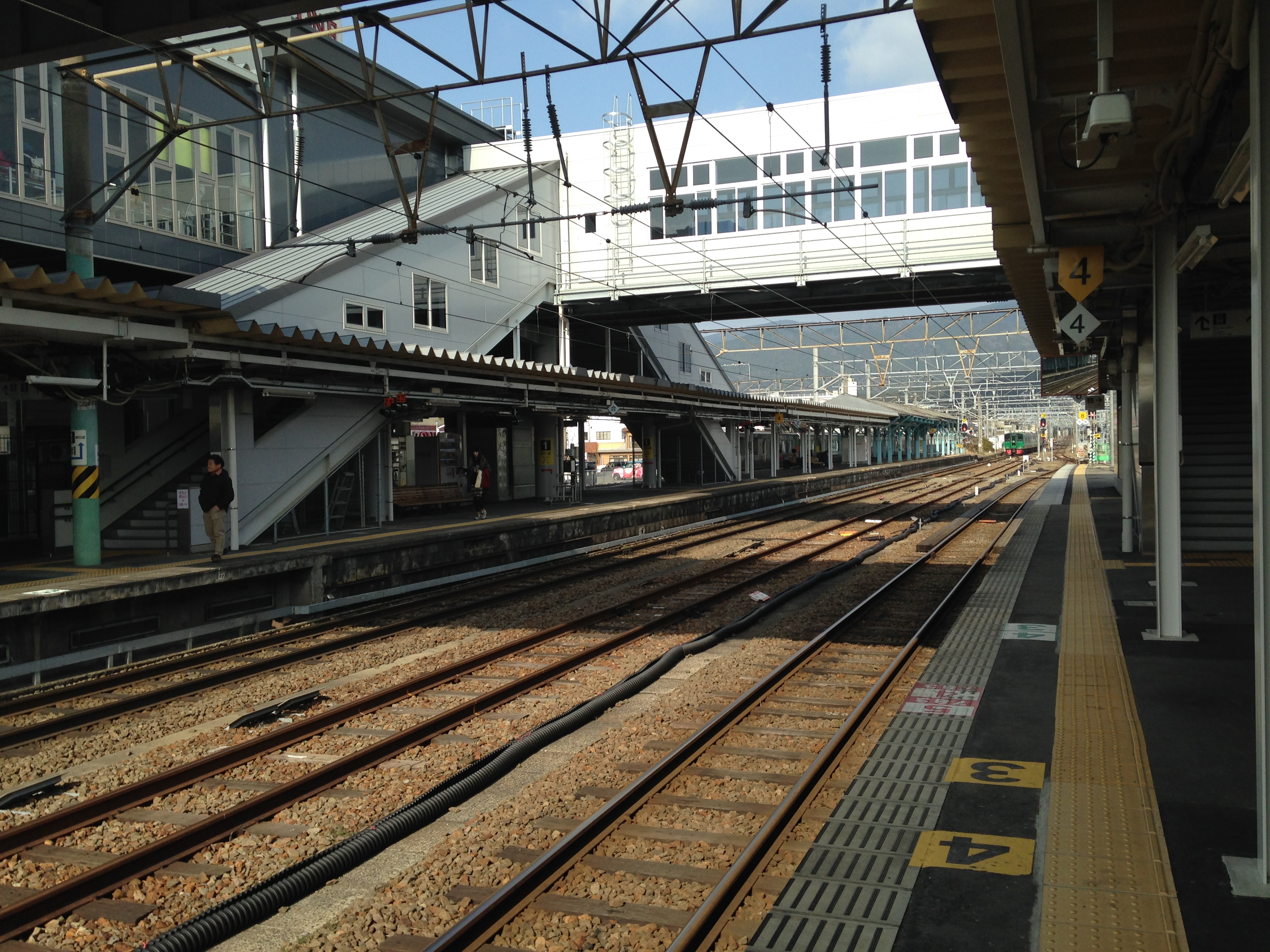
構内（2014年12月）

## JR長崎本線連続立体交差事業に伴う長崎駅地区からの車両基地移設工事
長崎県 長崎鉄道高架整備事務所によれば、2010年8月上旬に長崎駅から当駅への車両基地移設工事が着工された。2010年度分の工事は資料によれば、
1. 仮留置線（7番線[注釈 1] - 11番線）の増設
2. 改札口左側（佐世保方）の洗面所の先にあった跨線橋の改札口前への移設
3. 島式ホーム（3・4番線（現：4・5番線））の諫早方への延長及び佐世保方部分の撤去

である。また、その他の既設の佐世保鉄道事業部（2010年時点。旧早岐機関区・早岐客貨車区）内の配線も全面的に再構成され、
駅前広場東口が整備される。

### 移転工事完了時の車両基地の主な設備

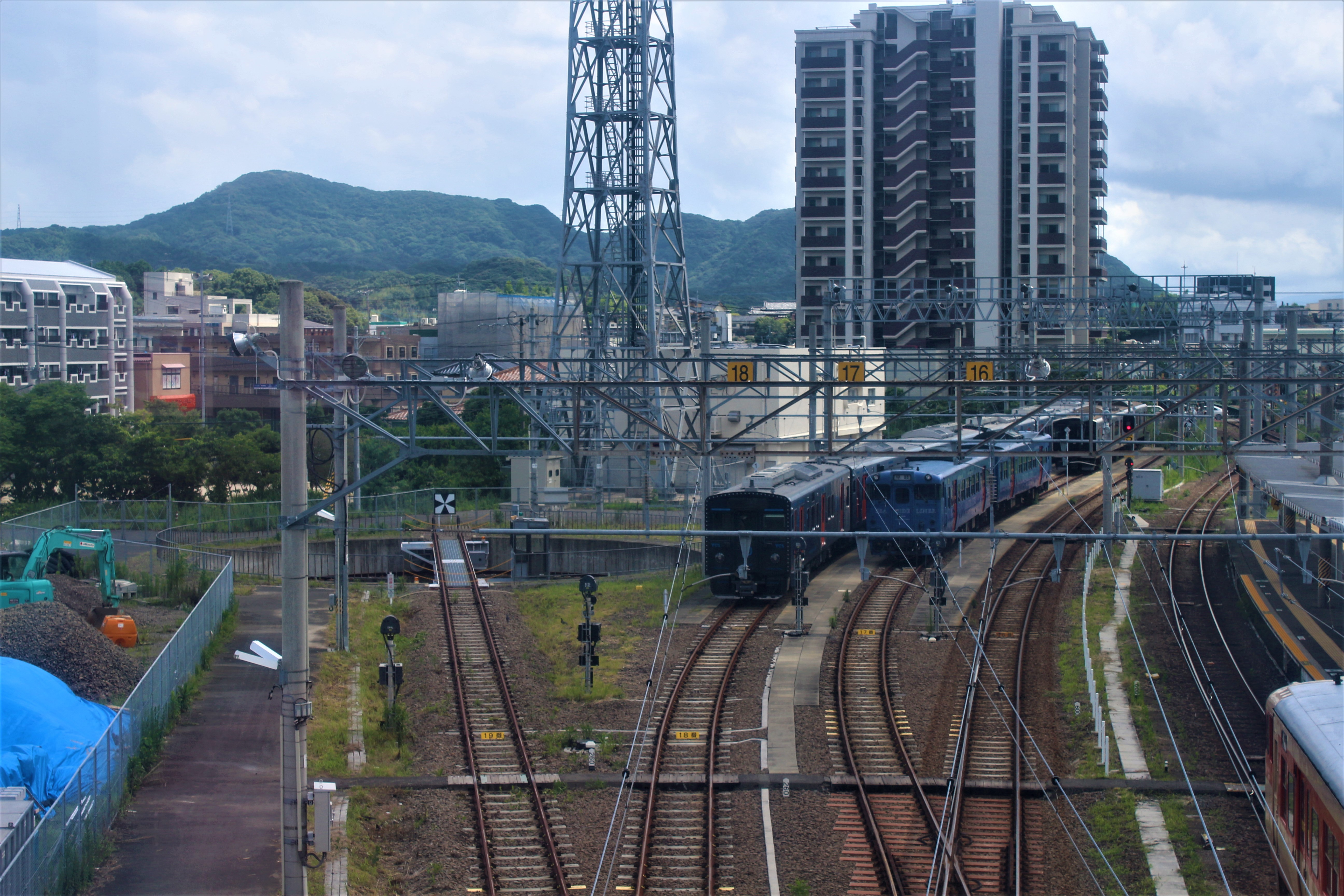
転車台・留置線

2010年着工分の仮留置線は最終的には撤去され、以下に挙げる設備が設置される。
1. 検修庫（3線：13 - 15番線）
2. 給油線（2線：11 - 12番線）
3. 自動洗浄装置
4. 洗浄線（2線：7 - 8番線）
5. 留置線（4線：6番線、9番線、17 - 18番線）
6. 転車台（19番線）
7. 引上線（1線：16番線／既存の佐世保線肥前山口方の引上線は撤去される）

また、車両基地移設工事に関連して早岐駅周辺整備事業として下記の事業が行われる。
1. 駅前広場東口整備
2. 東西連絡通路整備
3. 稗田第一踏切拡幅

## 利用状況
2023年（令和5年）度の1日平均乗車人員は1,568人である。
各年度の1日平均乗車人員は以下の通り。
| 年 度           | 1日平均 乗車人員 | 対前年比 増・減 |  | 年 度            | 1日平均 乗車人員 | 対前年比 増・減 |
| --------------- | ---------------- | --------------- |  | ---------------- | ---------------- | --------------- |
| 2000 / 平成12年 | 1,343            | ー              |  | 2015 / 平成27年  | 1,581            | +69             |
| 2001 / 平成13年 | 1,333            | -10             |  | 2016 / 平成28年  | 1,646            | +65             |
| 2002 / 平成14年 | 1,244            | -89             |  | 2017 / 平成29年  | 1,663            | +17             |
| 2003 / 平成15年 | 1,320            | +76             |  | 2018 / 平成30年  | 1,698            | +35             |
| 2004 / 平成16年 | 1,307            | -13             |  | 19 / 平31 ~ 令元 | 1,685            | -14             |
| 2005 / 平成17年 | 1,342            | +35             |  | 2020 / 令和02年  | 1,372            | -313            |
| 2006 / 平成18年 | 1,314            | -28             |  | 2021 / 令和03年  | 1,417            | +45             |
| 2007 / 平成19年 | 1,380            | +66             |  | 2022 / 令和04年  | 1,495            | +78             |
| 2008 / 平成20年 | 1,440            | +60             |  | 2023 / 令和05年  | 1,568            | +73             |
| 2009 / 平成21年 | 1,394            | -46             |  | 2024 / 令和06年  |                  |                 |
| 2010 / 平成22年 | 1,392            | -2              |  | 2025 / 令和07年  |                  |                 |
| 2011 / 平成23年 | 1,394            | +2              |  | 2026 / 令和08年  |                  |                 |
| 2012 / 平成24年 | 1,435            | +41             |  | 2027 / 令和09年  |                  |                 |
| 2013 / 平成25年 | 1,479            | +44             |  | 2028 / 令和10年  |                  |                 |
| 2014 / 平成26年 | 1,512            | +33             |  | 2029 / 令和11年  |                  |                 |

## 駅周辺
- ドラッグイレブン早岐店
- まるたか生鮮市場早岐店
- マルキョウ早岐店
- 十八親和銀行早岐支店
- 十八親和銀行花高支店
- 長崎銀行早岐支店
- 早岐郵便局
- 佐世保市役所早岐支所
- 早岐警察署
- 佐世保市東消防署
- マックスバリュ早岐店
- エレナ早岐店（2016年4月15日開業）[21] - 運営をJR九州子会社のJR九州ビルマネジメントが行う[21]。
- 西肥自動車「早岐駅前」「早岐駅東口前」停留所
- 西肥シルバーボウル
- 長崎県道222号平瀬佐世保線
- 観潮橋（早岐瀬戸 / 国道202号 / 2021.6.24 国指定有形文化財指定 42-0138）

以下の各施設は車で約10分圏内（駅から約2 km以上）にある施設である。
- 長崎県立佐世保東翔高等学校
- 佐世保市東部スポーツ広場 / 体育館
- 西肥自動車東部営業所

## その他
- 歌手の藤井フミヤが高校卒業後当時の国鉄に就職し、早岐駅に配属され輸送係として貨物列車の操車・入換業務に従事していた。

## 隣の駅
九州旅客鉄道（JR九州）
■佐世保線
- 特急「みどり」「ハウステンボス」停車駅

■普通
三河内駅 - 早岐駅 - 大塔駅
■大村線（佐世保駅 - 当駅間は佐世保線）
- 特急「ハウステンボス」停車駅

■快速「シーサイドライナー」・■区間快速「シーサイドライナー」・■普通
大塔駅 - 早岐駅 - ハウステンボス駅